# Vladimír Karfík
Vladimir Karfík, češki modernistični arhitekt in univerzitetni profesor, * 26. oktober 1901, Idrija, Avstro-Ogrska (danes Slovenija), † 6. junij 1996, Brno, Češka
Njegovo življenje, poklicna pot in njegovo delo so odsevali spremembe, značilne za 20. stoletje.

## Kariera
Karfík je sodeloval s številnimi znanimi ustvarjalci sodobne arhitekture po vsem svetu. Njegova arhitektura iz vseh obdobij njegovega ustvarjanja je zelo razumljiva in univerzalna. Najpomembnejši del so predstavljale funkcionalnost, konstrukcija, ekonomičnost in lepota. Med drugimi deli je zasnoval Batov nebotičnik v Zlinu. Karfík je bil eden od številnih čeških arhitektov, ki so načrtovali ti. hiše Bata.

## Delo
- Stolpnica Bata
- Tovarna čevljev Bata v vzhodni Angliji